# Gunther Franz
Gunther Franz (* 5. Februar 1942 in Straßburg) ist ein deutscher Theologe, Historiker und Bibliothekar.

## Leben
Gunther Franz war ein Sohn des Historikers Günther Franz, der 1941 Professor an der Reichsuniversität Straßburg im vom nationalsozialistischen Deutschland annektierten Elsass geworden war. Franz studierte von 1961 bis 1967 Evangelische Theologie als Angehöriger des Evangelischen Stifts an der Universität Tübingen, wobei er einige Semester an den Universitäten Heidelberg und Mainz zubrachte. 1969 wurde er in Tübingen zum Dr. theol. promoviert. 1971 absolvierte er die Prüfung für den Höheren Dienst an wissenschaftlichen Bibliotheken am Bibliothekar-Lehrinstitut des Landes Nordrhein-Westfalen (die spätere Fachhochschule für Bibliotheks- und Dokumentationswesen, ab 1995 Teil der Fachhochschule Köln) und war danach bis 1982 an der Universitätsbibliothek Tübingen beschäftigt. Seit 1976 war er Lehrbeauftragter an der Universität Tübingen und seit 1980 wirkte er dort als Bibliotheksdirektor. Von 1982 bis 2007 war er Leitender Bibliotheksdirektor von Stadtbibliothek und Stadtarchiv Trier. Von 1984 bis 1999 war er Lehrbeauftragter für Geschichte und Buchgeschichte und seit 1990/1991 für Kunstgeschichte an der Universität Trier. 1999 wurde er zum Honorarprofessor für Kultur- und Landesgeschichte an der Universität Trier ernannt.
Seine Forschungsschwerpunkte sind die Kultur- und Landesgeschichte des südwestdeutschen Raumes und Luxemburgs in der Frühen Neuzeit, Handschriften, Buch- und Bibliotheksgeschichte, die Kirchengeschichte und die Rechtsgeschichte sowie die Biographien der Theologen Caspar Huberinus, Caspar Olevian und Friedrich Spee.
2010 erhielt er die Friedrich Spee-Plakette des Heimat- und Bürgervereins Kaiserswerth.

## Familie
Sein Vater war der Historiker Günther Franz (1902–1992). Sein Bruder Eckhart Götz Franz (1931–2015) war Historiker und Archivar und von 1971 bis 1996 Leiter des Hessischen Staatsarchivs Darmstadt.

## Veröffentlichungen (Auswahl)
- Die Kirchenleitung in Hohenlohe in den Jahrzehnten nach der Reformation. Visitation, Konsistorium, Kirchenzucht und die Festigung des landesherrlichen Kirchenregiments 1556–1586. Stuttgart: Calwer Verlag 1971 (= Quellen und Forschungen zur württembergischen Kirchengeschichte. Bd. 3) (Überarbeiteter Druck der maschinenschr. Diss. u. d. Titel: Visitation und Konsistorium. Die Kirchenleitung der Grafschaft Hohenlohe im 16. Jahrhundert. Tübingen, Evang.-theol. Fak. 1969).
- Huberinus – Rhegius – Holbein. Bibliographische und druckgeschichtliche Untersuchung der verbreitetsten Trost- und Erbauungsschriften des 16. Jahrhunderts. Nieuwkoop: de Graaf 1973 (= Bibliotheca humanistica & reformatorica. Bd. 7).
- (Bearb.): Die evangelischen Kirchenordnungen des XVI. Jahrhunderts. Begr. von Emil Sehling. Bd. 15: Württemberg. I. Teil: Grafschaft Hohenlohe. Mit 2 Karten und 1 Tafel. Tübingen: J. C. B. Mohr 1977.
- (Hrsg. mit Franz J. Ronig): Codex Egberti. Teilfaksimile-Ausgabe des Ms. 24 der Stadtbibliothek Trier. Textband. Wiesbaden: Dr. Ludwig Reichert 1983.
- (Hrsg.): Armaria Trevirensia. Beiträge zur Trierer Bibliotheksgeschichte. 2., stark erw. Aufl. zum 75. Deutschen Bibliothekartag in Trier. Wiesbaden: Dr. Ludwig Reichert 1985 (= Bibliotheca Trevirensis. Bd. 1).
- Works by Caspar Huberinus (1500–1553). Collection: 47 titles on 156 positive silver-halide microfiches. Zug, Switzerland: IDC (Interdocumentation Company, Leiden) 1986.
- Mit Dieter Ising, Thomas Riplinger: Theologische und religionswissenschaftliche Literaturdokumentation. Klassifikation zur Allgemeinen Religionswissenschaft und Systematischen Theologie als Arbeitsergebnis des Projektes THEODOK. Frankfurt a. M.: IDD-Verlag für Internationale Dokumentation Werner Flach 1989 (= Beiträge und Berichte. Reihe A, Nr. 10).
- (Hrsg. mit Theo G. M. van Oorschot): Friedrich Spee: Sämtliche Schriften. Historisch-kritische Ausgabe, Bd. 3: Cautio Criminalis. Tübingen, Basel: Francke-Verlag 1992.
- Mit Jean-Claude Muller unter Mitwirkung von Ulrich Lehnart und Véronique Bonenberger: Presseechos der Ausstellung und der Veranstaltungen „Goethe in Trier und Luxemburg. 200 Jahre Campagne in Frankreich“. Echos de Presse de l’Exposition et des manifestations.... Luxembourg: Bibliothèque Nationale – Service information et presse 1993 [erschienen 1994].
- (Hrsg. mit J. F. Gerhard Goeters und Wilhelm Holtmann): Caspar Olevian: Der Gnadenbund Gottes 1590. Faksimile-Edition mit einem Kommentar. Bonn: Rheinland-Verlag in Kommission bei Habelt 1994 (= Faksimile-Edition des Vereins für Rheinische Kirchengeschichte. Bd. 2 – Veröffentlichungen der Caspar-Olevian-Gesellschaft).
- (Hrsg.): Friedrich Spee zum 400. Geburtstag. Kolloquium der Friedrich-Spee-Gesellschaft Trier. Paderborn: Bonifatius-Verlag 1995.
- (Hrsg. mit Franz Irsigler): Hexenglaube und Hexenprozesse im Raum Rhein-Mosel-Saar. Trier: Spee-Verlag 1995 (= Trierer Hexenprozesse – Quellen und Darstellungen. Bd. 1).
- (Hrsg.): Der Egbert-Codex. Das Leben Jesu – Ein Höhepunkt der Buchmalerei vor 1000 Jahren. Handschrift 24 der Stadtbibliothek Trier. Darmstadt: Wissenschaftliche Buchgesellschaft 2005.
- Der Egbert-Codex. Virtuelle Bibliothek. CD-ROM. Hrsg. vom Deutschen Historischen Museum, Stadtbibliothek Trier 2005.
- (Hrsg.): Caspar Olevian und der Reformationsversuch in Trier vor 450 Jahren. 1559–2009. Hrsg. vom Evangelischen Kirchenkreis Trier in Verbindung und der Caspar-Olevian-Gesellschaft Trier. Norderstedt: Books on Demand 2009.
- Bibliotheca publica civitatis Trevirensis. Die wissenschaftliche Bibliothek der Stadt Trier. Beiträge von Gunther Franz zur Geschichte der Stadtbibliothek Trier und ihrer Schätze (= Publikationen aus dem Stadtarchiv Trier. Bd. 11). Trier: Verlag für Geschichte und Kultur 2022, ISBN 978-3-945768-26-6.